# Polygala pubiflora
Polygala pubiflora är en jungfrulinsväxtart som beskrevs av William John Burchell och Dc.. Polygala pubiflora ingår i släktet jungfrulinssläktet, och familjen jungfrulinsväxter. Inga underarter finns listade i Catalogue of Life.